# Opernparodie
Als Opernparodie bezeichnet man in der Opernliteratur ein neu komponiertes und neu getextetes Bühnenwerk, unter der Verwendung und Veränderung des vorhandenen musikalischen Materials (Parodie: abgeleitet aus dem altgriechischen Kompositum parodia, besteht aus dem präpositionalen Bestandteil para und dem nominalen Bestandteil ode und bedeutet übersetzt: Neben- oder Gegengesang).

## Wesen der Opernparodie
Absicht der Opernparodie ist es, das Original so zu verändern (manchmal sogar bis hin zur Entstellung), dass ein komisches, in einigen Fällen kritisch verspottendes oder auch lächerliches Ergebnis erzielt wird. Dabei werden nicht nur die textliche Vorlage und das Sujet, sondern auch die musikalischen Strukturen und stilistischen Ideen des Werkes verzerrt und verändert, um die gewünschten parodistischen Effekte zu erreichen. Nicht selten werden dabei auch die Urheber des Werkes in die Parodie einbezogen.
Im 18. Jahrhundert war die Opernparodie oft ein Mittel, gesellschaftliche Phänomene karikierend und satirisch darzustellen, ohne die Zensur fürchten zu müssen. Die Opernparodie hat ihre Ursprünge in Italien (mit Elementen der Commedia dell’arte) und in Frankreich (zum Beispiel im Pariser Jahrmarktstheater, dem Théâtre de la foire). Erklärtes Ziel der Opernparodien im 18. und 19. Jahrhundert waren die Stoffe aus der griechischen und römischen Mythologie, wie sie die opera seria bevorzugte.
Die Absicht einer Opernparodie ist es meistens, das Publikum zu belustigen und dabei mehr oder minder niveauvoll zu unterhalten. Geistreiche Parodien, die tatsächlichen Kunstgenuss versprechen, sind weit entfernt von billigen Gags, Klamauk oder Zoten; sie können auch die Bereiche der Persiflage, der Satire oder der Travestie einbeziehen. Dass die Autoren einer Parodie nicht unbedingt sensibel mit der Original - Vorlage umgehen, ist nachweisbar. Zuschauer, die das Originalwerk nicht kennen, werden eine Parodie selten genießen und ihr Niveau einschätzen können. Sinnvoll parodiert werden kann nur das, was wohlbekannt ist.

## Werk-Beispiele
Die Anzahl von Opernparodien wächst zusehends, auch im 21. Jahrhundert, denn die oft totgesagte, inzwischen über 400 Jahre alte Kunstgattung Oper erfreut sich steigender Beliebtheit.
Parodien über Werke von Mozart; hier: Die Zauberflöte:
- Die Travestierte Zauberflöte; in zwei Aufzügen mit Gesang und Tänzen von Karl Meisl, Musik von Wenzel Müller, Tableau und Pantomimen: Paul Rainoldi. Wien 1818.

Parodien über Werke von Giuseppe Verdi; hier Rigoletto:
- Die Leiche im Sack; Operngrusical in einem Akt. Text von Eberhard Streul. Musik und Arrangement von Franz Wittenbrink, 1983.

Parodien der Oper Der Freischütz von Carl Maria von Weber:
- Der Freischütz oder Staberl in der Löwengrube; von Carl Carl (Karl Andreas von Bernbrunn), Leiter des Isartortheaters, München 1822.
- Wolfsschlucht-Parodie; von Franz Grillparzer, 1822.
- Samiel oder Die Wunderpille; Quedlinburger Freischützparodie von 1824
- Der Freischütz in Kamerun;  Romantisch-komische Operette von Karl Höpfner, 1877
- Kommt ein schlanker Bursch gegangen; Singspiel von Otto Höser, Eisenach 1918.
- Der Hamburger Freischütz oder De Bruutschuss; Opernparodie von Michael Leinert, plattdeutsch von Hanne Heinz, Musik: Gerhard Jünemann. Hamburgische Staatsoper (Opera stabile), 1978.

Parodien über Werke von Richard Wagner:
- Tannhäuser und die Keilerei auf der Wartburg; Große sittlich-germanische Operette oder Zukunftsposse in drei Akten von Johann Nestroy nach Herrmann Wollheim und Carl Binder (Musik), 1857.
- Lohengrin; Posse in drei Akten von Johann Nestroy und Carl Binder, 1859.
- Die lustigen Nibelungen; von Rideamus (Fritz Oliven) und Oscar Straus (Musik), 1904.
- Die Meistersinger von Ottakring; von Robert Weil und Peter Uwira (musikal. Bearbeitung), 1905.
- Der gestrandete Holländer; Der ewige Wagner; zwei Wagner-Parodien von Herbert Rosendorfer, 2001

Parodien über die Kunstform Oper im Allgemeinen
- The Beggar’s Opera (Die Bettleroper); von John Gay und Johann Christoph Pepusch (Musik), London 1728, eine Parodie auf die Opern Händels.
- Viva la Mamma; Opera buffa in zwei Akten von Gaetano Donizetti, 1831.
- Die Opernprobe; Komische Oper in einem Akt von Albert Lortzing, 1850.
- Die Dreigroschenoper; von Bertolt Brecht und Kurt Weill, Berlin 1928.
- Neues vom Tage; von Paul Hindemith (Musik) und Marcellus Schiffer (Libretto)
- Staatstheater; Anti-Oper von Mauricio Kagel, Hamburgische Staatsoper, 1970.
- Vier Ton Oper (Four Note Opera); von Tom Johnson, 1972
- Eine Note nach der anderen; Opernfarce von Michael Leinert, Musik von Friedrich Leinert, Hannover 1973.

Parodien über die Operette; hier: Maske in Blau von Fred Raymond:
- Die Maxi ist blau; Operettenparodie von Fred Rauch (Bayerischer Rundfunk, Historisches Archiv. München, 2000).

Parodie im Opernstil Rossinis:
- Duetto buffo di due gatti

## Schriften zum Thema (Auswahl)
- Paul A. Merbach: Parodien und Nachwirkungen von Webers Freischütz. Auch ein Beitrag zur Geschichte der Oper. In: Zeitschrift für Musikwissenschaft. 2, 1919/20, ZDB-ID 203046-9, S. 642–655.
- Dieter Borchmeyer, Stephan Kohler (Hrsg.): Wagner-Parodien. Insel Verlag, Frankfurt am Main 1983, ISBN 3-458-32387-2 (Insel Taschenbuch 687).
- Manfred Eger: Richard Wagner in Parodie und Karikatur. In: Ulrich Müller, Peter Wapnewski (Hrsg.): Richard-Wagner-Handbuch. = Wagner-Handbuch. Kröner, Stuttgart 1986, ISBN 3-520-82401-9, S. 760–776.
- Max Reinhardt: Drei Don-Carlos-Parodien. Herausgegeben von Peter Löffler. Birkhäuser, Basel u. a. 1992, ISBN 3-7643-2708-1.
- Frank Wünsch: Die Parodie. Zu Definition und Typologie. Kovac, Hamburg 1999, ISBN 3-86064-931-0 (Poetica 39), (Zugleich: Bonn, Univ., Diss., 1998).
- Theodor Verweyen: Theorie und Geschichte der Parodie. Bearbeitet von Sabine Hülse-Scholl. Erlanger Digitale Edition - Beiträge zur Literatur und Sprachwissenschaft (siehe: Weblinks).
- Gerda Baumbach: Seiltänzer und Betrüger? Parodie und kein Ende. Ein Beitrag zu Geschichte und Theorie von Theater. Francke, Tübingen u. a. 1995, ISBN 3-7720-1841-6 (Mainzer Forschungen zu Drama und Theater 13), (Zugleich: Wien, Univ., Habil.-Schr., 1993).
- Eva-Maria Ernst: Zwischen Lustigmacher und Spielmacher. Die komische Zentralfigur auf dem Wiener Volkstheater im 18. Jahrhundert. Lit, Münster u. a. 2003, ISBN 3-8258-6730-7 (Literatur – Kultur – Medien 3), (Zugleich: Köln, Univ., Diss., 2002).
- Ulrich Müller: Opernparodie. In: Oesterreichisches Musiklexikon. Online-Ausgabe, Wien 2002 ff., ISBN 3-7001-3077-5; Druckausgabe: Band 4, Verlag der Österreichischen Akademie der Wissenschaften, Wien 2005, ISBN 3-7001-3046-5.